# Anna, Ciro e... compagnia
Anna, Ciro e... compagnia è una serie televisiva italiana trasmessa su Rai 2 (nella prima stagione sulla Rete 2) tra il 1982 e il 1984, all'interno del contenitore per ragazzi Tandem. La serie è diretta da Mario Caiano e scritta da Marcello Argilli e Mario Caiano.
Dalla serie venne tratto il romanzo Anna, Ciro e compagnia, edito da ERI Junior.

## Trama
Anna, Ciro e Francesco sono un gruppo di amici di Roma che passano le giornate in una fornace abbandonata, alle prese con piccole avventure quotidiane e con un gruppo di ragazzini rivali.

## Episodi
La prima stagione andò in onda dal 3 maggio al 2 agosto 1982, per un totale di 13 episodi. Dal 21 dicembre 1983 al 5 gennaio 1984 venne trasmessa una seconda stagione di 7 episodi.
| Stagione         | Episodi | Prima TV Italia |
| ---------------- | ------- | --------------- |
| Prima stagione   | 13      | 1982            |
| Seconda stagione | 7       | 1983-1984       |

## Personaggi e interpreti
- Anna, interpretata da Cariddi Nardulli (Laura Migliacci nella seconda stagione). Ragazza orfana, vive con la nonna.
- Ciro, interpretato da Francesco Pezzulli. Figlio di una famiglia numerosa, sta spesso fuori casa.
- Francesco, interpretato da Giuseppe Pezzulli. Fratello di Ciro.
- La nonna, interpretata da Milena Vukotic. Nonna di Anna, vive in una villa con giardino.